# 杜緻朗
杜緻朗（Christine To Chi-Long，1980年9月30日—），畢業於香港城市大學創意媒體學院及後於香港中文大學中國語言及文學系深造，香港電影編劇及監製，專欄小說作家。代表作有《大追捕》、《霍元甲》、《殺人犯》、《不能說的‧秘密》及《江湖》等。曾參與《黃飛鴻之英雄有夢》製作擔任策劃一職。最新監製作品有《大偵探霍桑》、《真・三國無双》。曾在香港城市大學客席任教劇本課，以及《信報》和《星島日報》的專欄作家。

## 簡歷
1998年於悉尼科技大學就讀傳理系，2000年於香港城市大學創意媒體學院修讀電影，因喜歡撰寫故事，以課餘時間創作電影劇本，其學生作品《Longing》曾入選紐約及台北國際學生電影展。2003年大學三年級時，獲助理教授譚家明推薦，以課餘時間創作電影劇本《江湖》，更被曾志偉賞識拍攝成電影《江湖》及擔任編劇。2004年畢業後，又獲安樂電影老闆江志強邀請撰寫《霍元甲》劇本，並全職任劇本創作。其後，杜緻朗擔任李安執導的電影《色，戒》資料搜集，並與周杰倫合作，為電影《不能說的‧秘密》擔任編劇。
2009年編寫由周顯揚導演，郭富城主演的《殺人犯》，以過千萬的票房成績為2009年香港票房十大。有批評者指劇情抄襲2009外國電影《孤疑》，但她和導演已請傳媒東方日報及有線電視在場作證明，開出大批2006年期間附件《殺人犯》劇本的電郵做時間證明，比《孤兒》更早已寫好《殺人犯》劇本，用實證澄清沒有任何抄襲。
2010年，杜緻朗創作以楊門女將為背景的美國動作漫畫 《Widow Warriors》，並獲 Muse 雜誌頒發「文化大事件獎」。
2012年，她與周顯揚導演拍檔，編寫由張家輝、任達華主演的警匪片《大追捕》，於2012年3月15日上映。在國內超過五千萬，香港票房更是以一千八百萬票房創出佳績。同年，一個日本的專科醫學護膚品牌《Derml》邀請她成為首位亞洲區代言人，亦是杜緻朗第一次代言護膚產品。她亦在《信報》撰寫小說專欄，2011年推出首部原創小說《去年的秘密》。
2014年編劇及策劃作品《黄飞鸿之英雄有梦》。影片由美國環球影片公司Universal Pictures International及安樂影片公司參與投資，為 2014年中國市場賀歲檔揭開序幕，票房口碑俱佳，更榮獲香港電影金像獎十項大獎提名領跑，包括「最佳男主角」，成績斐然。

## 個人生活
丈夫為周顯揚，於2014年結婚。育有兩女周令昂、周令。

## 電影編劇
- 2004年：《江湖》
- 2006年：《霍元甲》
- 2007年：《不能說的‧秘密》
- 2009年：《殺人犯》
- 2010年：《蘇乞兒》
- 2012年：《大追捕》
- 2014年：《黄飞鸿之英雄有梦》（兼任策劃）
- 2021年：《真·三國無雙》

## 電影監製
- 2018年：《大偵探霍桑》
- 2020年：《我們永不言棄》
- 2021年：《真·三國無雙》

## 小說
- 2011年：《去年的秘密》快樂書房，ISBN 978-988-15309-2-9[11]

## 資料來源
1. ↑  . Apple Daily 蘋果日報.   [2017-12-09]. （原始内容存档于2019-08-16）.
2. ↑  許育民. . 香港01.   [2017-12-09] （英语）.
3. ↑  . 新Monday. 2017-11-13  [2017-12-09]. （原始内容存档于2018-08-15） （中文（臺灣））.
4. ↑  . 成報.   [2017-12-09]. （原始内容存档于2019-06-08）.
5. ↑  TVB今日VIP - 杜緻朗 香港無線電視人物專訪、2012年2月29日
6. ↑  . 明報新聞網 - 每日明報 daily news.   [2017-12-09]. （原始内容存档于2017-12-10） （中文（臺灣））.
7. ↑  杜緻朗創作「密」語[永久] 星島日報，2011年7月12日
8. ↑  . dailynews.sina.com.   [2017-12-09]. （原始内容存档于2014-11-25）.
9. ↑  .   [2012-05-25]. （原始内容存档于2017-12-10）.
10. ↑  東方日報. . 東方日報.   [8-2009]. （原始内容存档于2009-10-14）.
11. 1 2 3  《去年的秘密》──杜緻朗 （页面存档备份，存于） 快樂書房
12. ↑  Derml全新星級代言人– 著名華語編劇、小說及專欄作家杜緻朗小姐 （页面存档备份，存于） 2012年6月26 日，TheZtyle

## 外部連結
- 杜緻朗的新浪微博
- 杜緻朗在互联网电影资料库（IMDb）上的資料（英文）（英文）
- 在AllMovie上杜緻朗的頁面（英文）
- 杜緻朗在香港影庫上的簡介
- 杜緻朗在豆瓣上的资料（简体中文）
- 杜緻朗在时光网上的簡介（简体中文）